# 張作睿
張作睿，字圣域，河南人，清朝政治人物。拔貢出身。
乾隆六年二月，接替陳昌宗。擔任江蘇宜興縣知縣。后由馮紹立接任。他還曾在溧水、歙縣、淮北监制分司及宝应县任職過。